# Henri Asperlin
Henri Asperlin, né vers 1410 et mort à Sion le 12 décembre 1457, est un prélat suisse du  XVe siècle, évêque de Sion. 

## Biographie

### Origines
Henri Asperlin est fils de Rodolphe Asperlin et d'Agnès de Rarogne. En 1434 il devient recteur de l'autel Saint-Silvestre à la cathédrale de Sion. En 1435 il devient chanoine puis de 1435 à 1453, doyen du chapitre de Sion. Il est également curé de Loèche de 1443 à 1453). Il participe au Concile de Bâle en 1439.   

### Épiscopat
Il est élu évêque en 1451. Entre 1452 et 1454, l'inquisiteur Raymond de Rue lui apporte son aide pour la confirmation de son élection à Rome par le pape Nicolas V. Il fallait en effet que le cardinal Guillaume-Hugues d'Estaing, le candidat de la papauté se désiste au préalable.
En 1451 Il obtient la révocation des articles de Naters, que Guillaume VI de Rarogne avait négocié en 1446. Ces accords avaient apporté la paix entre les patriotes valaisans et l'évêque de Sion en séparant les pouvoirs de la justice de la juridiction épiscopale de Sion.  
Henri Asperlin joue un rôle dans les procès de sorcellerie du Valais, notamment en envoyant son vicaire Jean de Sonnay le représenter au procès d'Agnès Crittin en 1457.